# Luis de Vargas

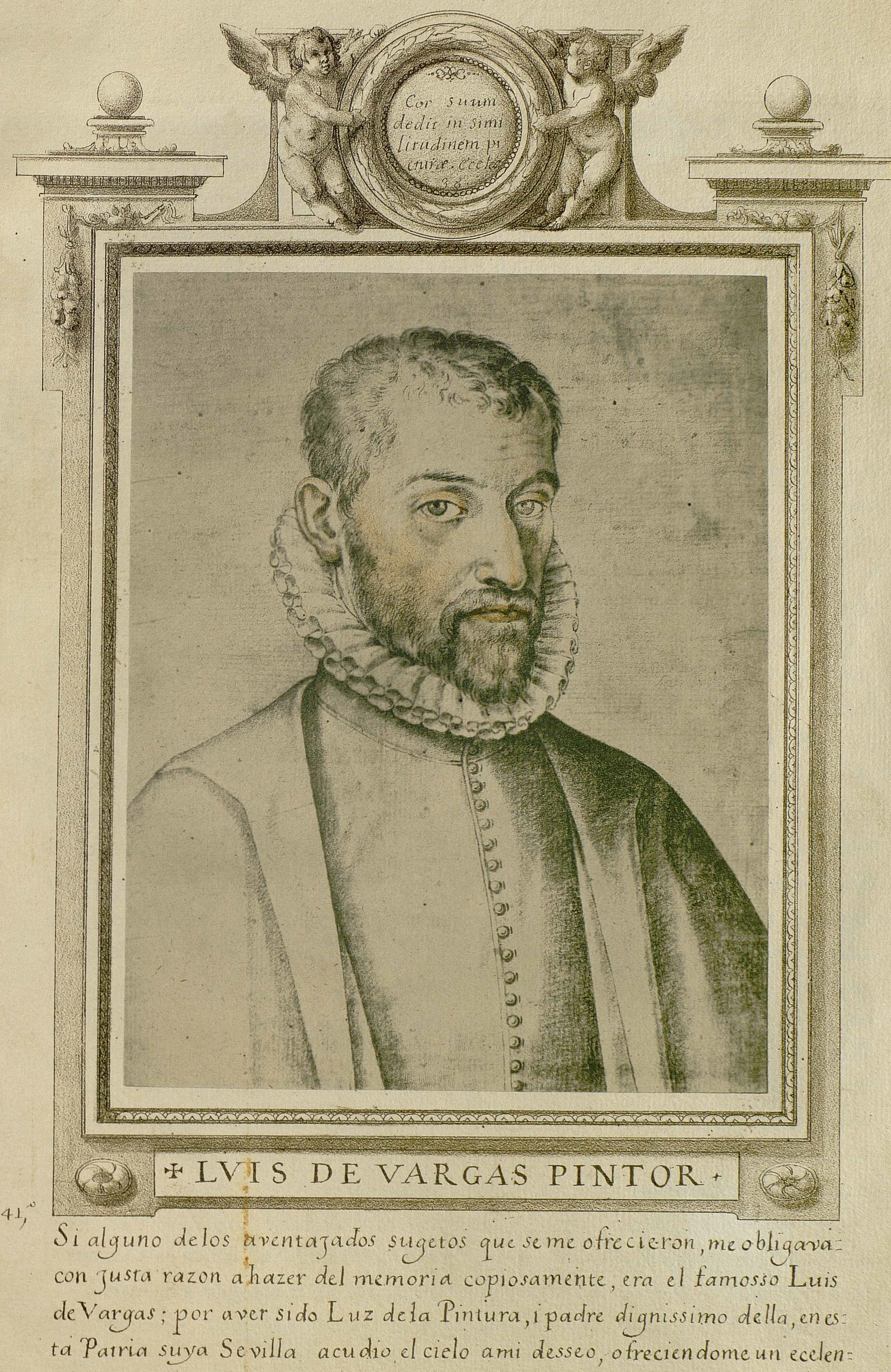
Luis de Vargas por Francisco Pacheco. Libro de descripción de verdaderos retratos de ilustres y memorables varones, Madrid, Biblioteca de la Fundación Lázaro Galdiano.

Luis de Vargas (Almendralejo, 1505?- 1567) fue un pintor español del siglo XVI perteneciente a la escuela sevillana.

## Biografía
Nacido en Almendralejo entre 1502 y 1506, se formó con su padre, el pintor Juan de Vargas; pasó muy joven a Italia, donde, al parecer, transcurrió la mayor parte de su vida y donde completó su formación trabajando en el círculo de los inmediatos seguidores de Rafael, entre los que destaca Perino del Vaga. Allí debió de pintar su obra juvenil, que no ha sido reconocida aún y escribir su diario en lengua toscana a que hacen referencia los biógrafos y que desgraciadamente no se ha conservado. Vuelto a Sevilla, cuando está próximo a cumplir los 50 años, trabaja en la ciudad y alcanza gran fama en sus círculos artísticos; muere en esa ciudad en 1567, tras haber contribuido a la renovación de la pintura andaluza, al consolidar en la escuela sevillana las formas romanistas introducidas por el flamenco Pedro de Campaña. 
Francisco Pacheco, al que se debe su mejor semblanza, incluida en el Libro de los retratos, transmitió una serie de elogios sobre su persona que no se limitan al campo de la pintura sino que atañen al terreno propiamente humano, destacando, con cumplidos ejemplos, su modestia y religiosidad. Poco estudiado en nuestros días, está necesitando una buena monografía que esclarezca las muchas incógnitas que tanto de su vida como de su arte aún existen. Formado en el círculo anteriormente indicado, su estilo es el propio de la generación del llamado romanismo purista, si bien sus altas cualidades de dibujante y su notorio dominio de la composición le hacen ocupar un papel importante en el elenco de los pintores quinientistas españoles, de tal modo que Elías Tormo no dudó en indicar que tal vez sea el pintor «que más dignamente pueda ponerse en la cuesta de las dos vertientes, creciente y decreciente, de la pintura del alto Renacimiento». Además, y no obstante los resabios manieristas de su formación, hay en él concesiones al naturalismo que dan una cierta gracia andaluza a su correcta y bien acabada obra.

## Obra

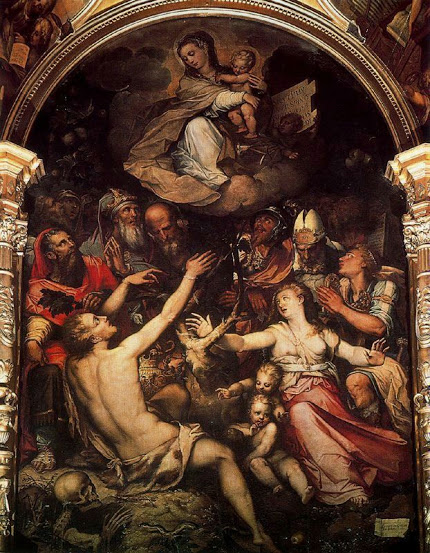
Luis de Vargas. Alegoría de la Inmaculada Concepción. 1561. (Altar de la Concepción de la catedral de Sevilla).

Su obra es relativamente corta, pues sólo conocemos la correspondiente a su actividad sevillana. Lo más notable es el retablo del Nacimiento de la catedral hispalense, firmado y fechado en 1555, donde no sólo nos ha dado una magnífica lección de dominio de la composición sino que ha sabido templar la rigidez académica de sus modelos con interesantes detalles naturalistas, delicados matices intimistas y bellos efectos lumínicos; aparte percibirse, en medio de la tónica general rafaelesca del cuadro, ciertos influjos miguelangelescos. En 1561 firma, también para la catedral de Sevilla, el famoso cuadro de la Gamba, llamado así por el elogio que de la pierna de Adán -«piu vale la tua gamba che tutto il mio San Cristoforo»- hiciera el fresquista italiano Mateo Pérez de Alesio, algo imposible ya que por el año en que la obra fue firmada el italiano tenía 14 años. El asunto, inspirado en un original de Vasari dífundido por el grabado del francés Philippe Thomassin, representa la Generación temporal de Cristo, y su valor iconográfico es sumamente interesante, pues dicho tema es la representación del Misterio de la Inmaculada Concepción. Obra de gran sentido rafaelesco, pero sumamente delicada y de grata entonación, se complementa con el bellísimo retrato del donante, el chantre hispalense Juan de Medina, que aparece en el banco del retablo y que es una rotunda prueba a favor de las altas condiciones de Vargas como pintor de retratos. 
Por último, en 1564 pinta para la iglesia sevillana de Santa María La Blanca una interesante aunque fría Piedad, en la que muchos ven su decadencia y otros la intervención muy acentuada de discípulos y colaboradores. La composición, que guarda gran similitud con la famosa de Roseti en Volterra, está bien estudiada, aunque resulte excesivamente correcta y fría, si se la compara con las anteriores obras analizadas. Otras obras dignas de mención son: La Crucifixión del Museo de Filadelfia, La Purificación de la Col. Bárcenas de Madrid, la Virgen de la marquesa de Hoyos (Jerez de la Frontera) y dos tablas de la Presentación, en el Museo de Bellas Artes de Sevilla. 
Muy celebrado, tanto por Pacheco como por Palomino y Ceán Bermúdez, como fresquista, técnica que al parecer introdujo en Sevilla, apenas podemos apreciar hoy nada sobre el particular, pues desapareció a fines del siglo XVII la celebrada Virgen del Rosario de la iglesia sevillana de San Pablo, y se encuentra en malas condiciones el Jesús con la Cruz a cuestas de una de las capillas exteriores de la catedral hispalense. Lo mismo acontece con sus retratos, desaparecido el tan celebrado por Pacheco de la duquesa de Alcalá de los Gazules, Juana Cortés, que se limitan al citado del chantre Medina y al del clérigo orante de la Crucifixión de Filadelfia, pues el del vendedor Fernando de Contreras, fechado hacia 1541, fue calificado de dudoso por Mayer. La importancia de Luis de Vargas es similar a la de Correa de Vivar en Castilla y Juan de Juanes en Valencia; de su obra arranca, hasta los días del propio Pacheco, la posterior trayectoria del arte pictórico hispalense del Renacimiento representada por sus discípulos Pedro de Villegas Marmolejo y Luis Valdivieso primero, y por toda la generación manierista del Bajo Renacimiento después, como Vasco Pereira. Esto, independiente de la influencia iconográfica que, como ha señalado Angulo, fue tan amplia en los medios sevillanos que se percibe, en pleno barroco, tanto en Juan Martínez Montañés como en Alonso Cano.